# Henny van der Aar
Henny van der Aar (20 oktober 1953) is een Nederlands voormalig profvoetballer, die actief was bij HFC Haarlem.

## Carrière
Henny van der Aar speelde van 1972 tot 1976 bij HFC Haarlem, waarvan drie seizoenen in de eredivisie en één in de eerste divisie.
| Seizoen                       | Club           | Land           | Competitie     | Wedstrijden | Wedstrijden |
| Seizoen                       | Club           | Land           | Competitie     | Wed.        | Dlp.        |
| ----------------------------- | -------------- | -------------- | -------------- | ----------- | ----------- |
| 1972/73                       | HFC Haarlem    | Nederland      | Eredivisie     | 0           | 0           |
| 1973/74                       | HFC Haarlem    | Nederland      | Eredivisie     | 9           | 0           |
| 1974/75                       | HFC Haarlem    | Nederland      | Eredivisie     | 8           | 0           |
| 1975/76                       | HFC Haarlem    | Nederland      | Eerste divisie | 1           | 0           |
| Carrièretotaal                | Carrièretotaal | Carrièretotaal | Carrièretotaal | 18          | 0           |
| Bijgewerkt op 3 november 2017 |                |                |                |             |             |